# Resolució 629 del Consell de Seguretat de les Nacions Unides
La Resolució 629 del Consell de Seguretat de les Nacions Unides, aprovada per unanimitat el 16 de gener de 1989 després de recordar resolucions 431 (1978), 435 (1978) i 628 (1989), el Consell va assenyalar que les parts en el Protocol de Brazzaville van acordar que s'establia l'1 d'abril de 1989 com la data de la retirada sud-africana d'Angola i, per tant, dirigia el camí cap a la independència de Namíbia.
El Consell va subratllar la seva posició per celebrar eleccions lliures i netes sota la supervisió de les Nacions Unides a Namíbia d'acord amb la Resolució 435 (1978). Com a primer pas, va demanar al secretari general Javier Pérez de Cuéllar que organitzés un alto el foc formal entre la SWAPO i Sud-àfrica, i va demanar a aquesta última redueixi substancialment les seves forces policials a Namíbia amb la intenció d'equilibrar la resta amb el seguiment Grup de les Nacions Unides d'Assistència a la Transició.
La resolució també va demanar a totes les parts que implementessin de manera imparcial la resolució i que el Secretari General informés al més aviat possible sobre els esdeveniments des de l'aprovació de la resolució actual i també investigara mesures d'estalvi de costos i demanés als Estats membres consideri quina ajuda podrien proporcionar a la nova Namíbia independent.
La resolució 629, amb el desglossament del sistema bi-polar al Consell, va ser redactat pels cinc Membres permanents del Consell de Seguretat de les Nacions Unides, il·lustrant un canvi de governança que permetia als membres permanents consultar informalment fora el Consell en una àmplia gamma de temes.